# Johannes Vermeer de Delft

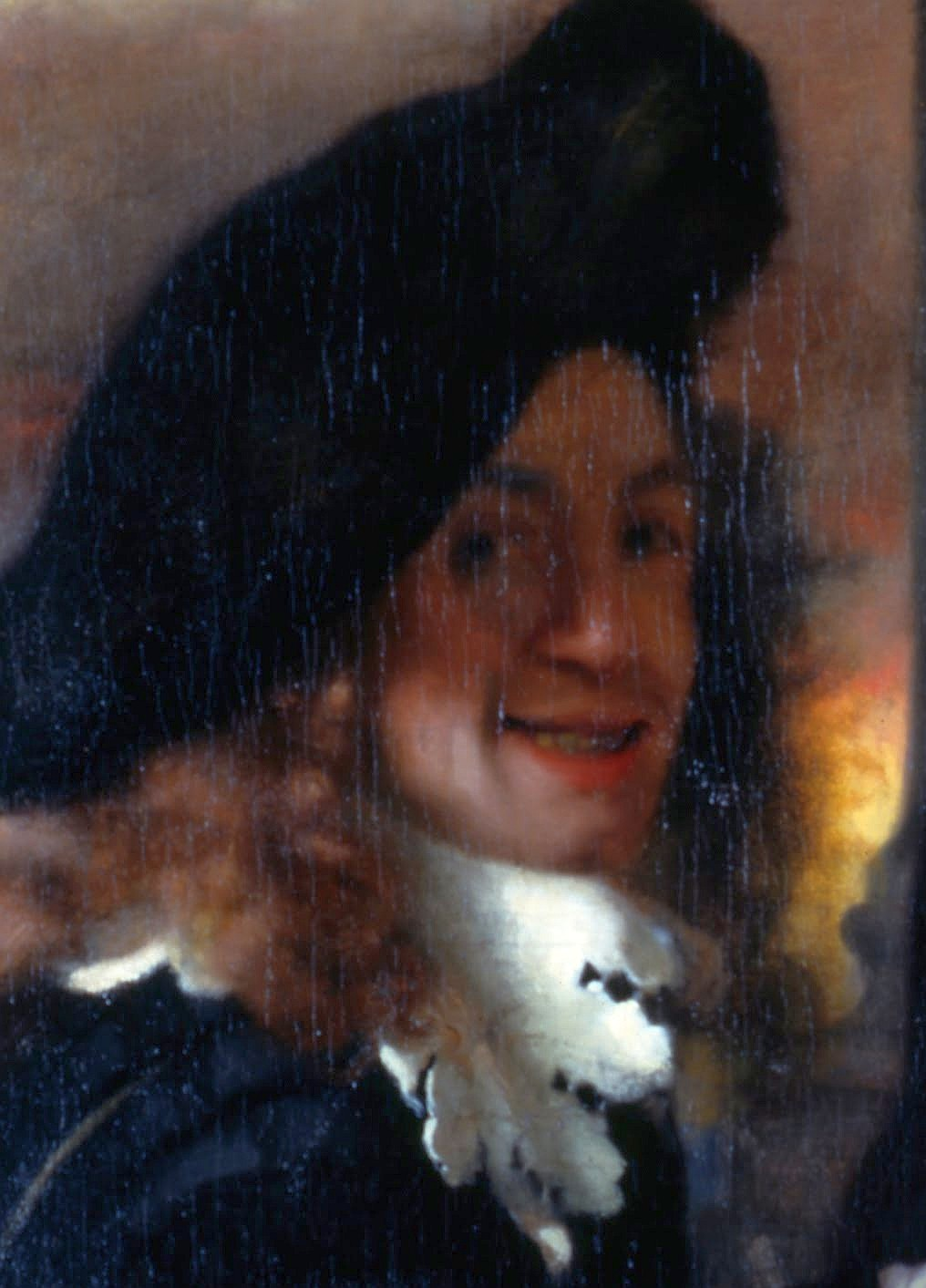
L'únic suposat retrat de Vermeer

Johannes Vermeer o Jan Vermeer (Delft, 1632 - 15 de desembre de 1675) fou un pintor neerlandès especialitzat en interiors domèstics, retrats i vistes urbanes, considerat un dels més grans de tots els temps.

## Diferents denominacions
A més de Johannes Vermeer, se'l coneix sota altres noms: Jan Vermeer (Jan és el diminutiu de Johannes), Johannes van der Meer (en català: "Joan del Llac") o fins i tot, artísticament, Johannes Vermeer de Delft, per no confondre'l amb el coetani pintor paisatgista de Haarlem Jan Vermeer (1628-1691), menys famós.

## Biografia
La data de naixement de Vermeer no es coneix. Només se sap que fou batejat el 31 d'octubre de 1632 a l'església nova de Delft. Son pare, Reynier Jansz, treballava com a teixidor, si bé des del 1631 combinà aquesta feina amb la d'hostaler i la de marxant d'art. La seva mare es deia Dingenum Baltens.
El 1652 mor el seu pare i Johannes es fa càrrec de la posada i del negoci d'art.
L'abril o maig del 1653 Vermeer es casà amb Catharina Bolnes, la mare de la qual, Maria Thins, provenia d'una rica família de Gouda (Països Baixos) i que s'oposà inicialment al matrimoni. Tot i així, la parella anà a viure a la casa de Thins (que s'havia separat del seu marit) a l'Oude Langendijk, un carrer de Delft. Vermeer era d'origen protestant, però es convertí al catolicisme, que era la confessió de la seva família política, després de casar-se.
El 1672 l'exèrcit francès envaeix Holanda i la crisi econòmica enfonsa el mercat holandès d'art. Tres anys més tard, el 1675, obté un préstec de 1.000 florins però morí a Delft el 15 de desembre d'aquell any, deixant onze fills i una família força empobrida.
La seva esposa Catharina es declara en fallida i després d'una llarga batalla legal, es veu obligada a vendre els quadres del seu marit per poder pagar els deutes.

### Formació
Va mantenir bones relacions amb pintors destacats com Cornelis Saftleven i Egbert van der Poel, tot i que no és clar de qui va ser aprenent. El caràcter històric de les seves primeres obres fa pensar que va viure a la casa d'un pintor d'escenes de la vida quotidiana, que era un motiu que en aquella època estava més de moda que no pas els retrats i els paisatges.
D'entre els possibles pintors que podrien haver estat els seus mestres, s'ha suposat que va aprendre de la mà de Leonaert Bramer (1596-1674), un conegut del seu pare, o de Carel Fabritius, que morí el 1654 a causa d'una explosió que devastà gran part de Delft i les obres que aquest hi tenia emmagatzemades. El seu treball mostra, efectivament, una gran afinitat amb l'art de Fabritius, un deixeble de Rembrandt que s'instal·là a Delft el 1650, però la seva relació no està del tot comprovada.

### Oblit i redescoberta
Vermeer fou mestre a l'escola de pintura de Delft des de l'any 1653 i, més tard, elegit degà (1662-1663). Va ser altament considerat en vida, encara que sembla que no va gaudir d'una salut gaire bona. El seu nom, però, va ser pràcticament oblidat fins que el 1866 el crític d'art Thoré-Bürger va publicar un assaig atribuint-li 66 pintures (de les quals només 35 són atribuïdes directament a ell avui dia).
Malgrat les poques referències contemporànies al seu art, es parla d'altres obres que s'haurien perdut, però es creu que no en devien ser gaires, ja que Vermeer degué ser un artista lent i meticulós i, probablement, com molts altres pintors holandesos de l'època, degué tenir alguna altra font d'ingressos. Un viatge a La Haia fet el 1672 per a autenticar algunes pintures suggereix que potser també podria haver estat marxant d'art, com son pare.

## Obra

### Temàtica
Després de la primerenca L'alcavota, la temàtica de les obres de Vermeer és exclusivament sobre escenes contemporànies. Feia servir un format més petit i una paleta de colors més freda, dominada per blaus, grocs i grisos. La major part de les obres que s'han conservat són d'una mateixa època i presenten aquestes característiques.
Generalment, pintava interiors domèstics, d'un estil molt similar:
- amb les parets sovint decorades amb minucioses reproduccions de quadres i mapes;
- amb una o dues figures il·luminades per una finestra emplaçada a l'esquerra, tot des d'un punt de vista que seria sempre, d'una manera gairebé obsessiva, el mateix.

Vermeer pintava amb la voluntat de deixar un estret marge cap a la varietat, prioritzant la recerca d'una espècie de perfecció espiritual. També es pot endevinar un "murri" missatge, no exempt d'ironia i de "picades d'ullet" cap a l'espectador. Aconsegueix que totes les obres tinguin un marcat aire serialista.
Al llarg de la seva obra n'apareixen totes les classes socials: 
- de vegades és una simple cosidora;
- d'altres, dames que llueixen l'esplendor i el luxe de l'alta societat;
- en alguns casos els escollits són mercaders.

Mostra un sorprenent interès pels científics, en un evident desig de testimoniar el moment que li tocà viure, en plena apoteosi humanista però sense oblidar tampoc les referències religioses, que hi apareixen espampades una mica per tot arreu.
Totes aquestes representacions d'activitats mundanes arriben a l'espectador a través d'un sentit de l'equilibri composicional serè i un ordre espacial sever, unificats per una llum nacrada que les imbueix d'una poètica atemporalitat (com per exemple: Noia llegint una carta davant una finestra).

### La càmera fosca

#### Primeres associacions

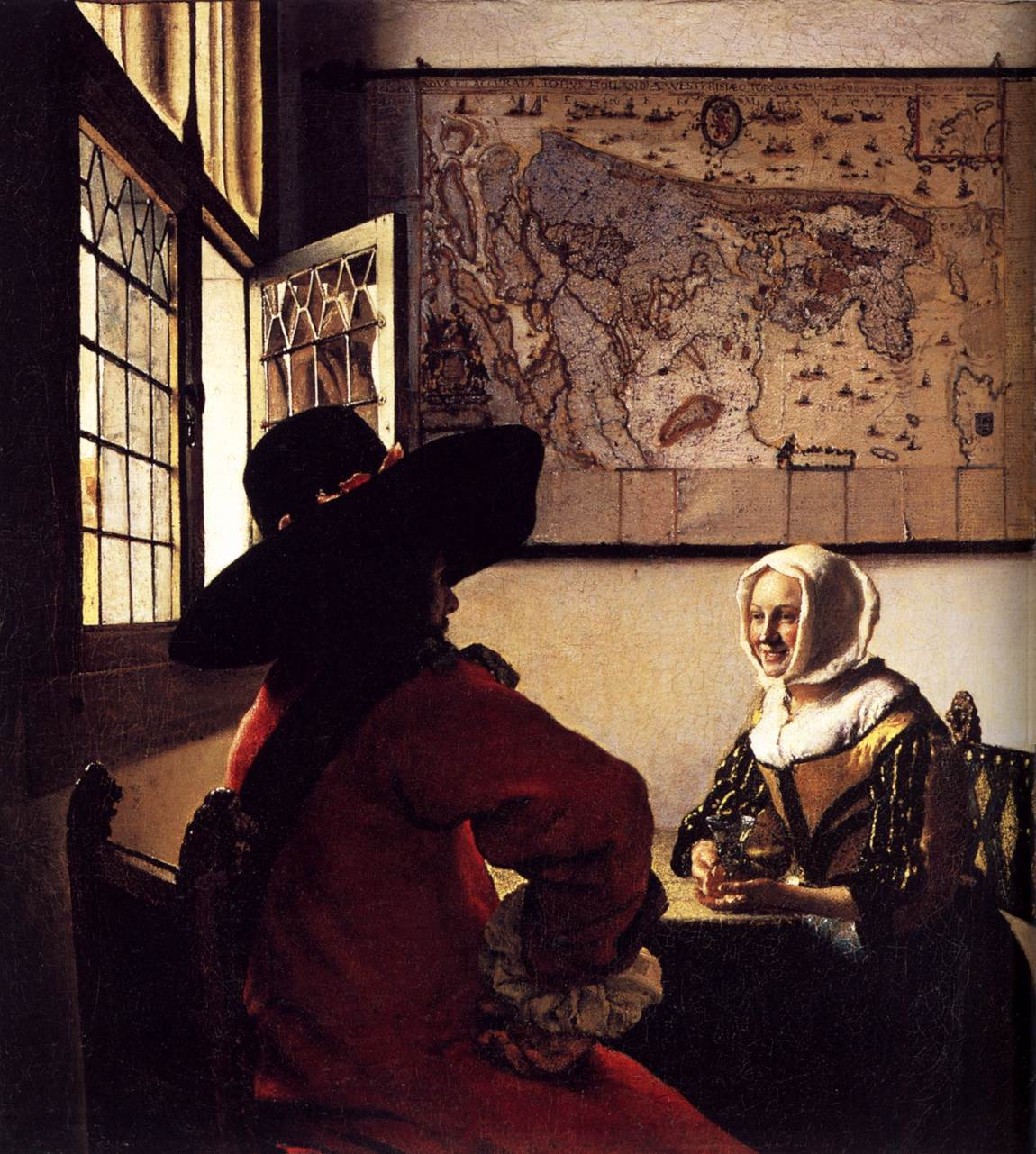
"Oficial i noia rient", 1657. Johannes Vermeer

La relació entre la càmera fosca i el pintor neerlandès Johannes Vermeer es remunta a una publicació l’any 1891 a la revista British Journal of Photography per part del litògraf, escriptor i gravador estatunidenc Joseph Pennell, en la qual aquest apuntava la “qualitat fotogràfica” que exhibien les seves pintures. Pennell va ser el primer a considerar l’ús d’un dispositiu òptic per part de Vermeer per tal de dur a terme els seus quadres i després d’ell molts altres historiadors de l’art han mantingut i recolzat les seves teories, com ara Lawrence Gowing, Charles Seymour o Arthur K. Wheelock.
Tal com indica Philip Steadman en el seu llibre “Vermeer's Camera: Uncovering the Truth behind the Masterpieces” [Oxford University Press, 2001], un dels principals arguments de Pennell es basava en el quadre de Vermeer “Oficial i noia rient” (1657). El litògraf assenyalava una desproporció entre les dues figures, una diferència evident entre les dues escales usades. Ara bé, aquesta situació es devia a l’extrema proximitat de l’oficial al pintor, ja que, en contra del que podria semblar, la perspectiva del quadre en un sentit geomètric és absolutament perfecta. El cap de l’oficial és el doble de gran que el de la noia i això, a una ment acostumada a les instantànies fotografies, és quelcom comú. En canvi, qualsevol dels pintors contemporanis a Vermeer, qualsevol artista del segle xvii, hauria realitzat unes mides molt més similars entre els cossos. La decisió de Vermeer coincideix amb la possibilitat d’aquest de fer servir una càmera fosca per a dur-lo a terme. Això es pot observar, tal com exposa Steadman, en un quadre de composició similar de Gerrit van Honthorst (1590–1656], contemporani de Vermeer, i titulat “L’Alcavot” (1625). En la pintura de van Honthorst els dos elements són molt més semblants pel que fa a la mida, fruit d’un ajustament realitzat a simple vista que Vermeer, gràcies a l’ús de la lent òptica, no va realitzar.

#### Època daurada d’Holanda
L’any 1543 es van publicar dues obres cabdals per a la història de la ciència: de Copèrnic, “De revolutionibus orbium coelestium”, i d'Andreas Vesalius “De humani corporis fabrica”. A partir d’aquell moment i al llarg de tot el segle XVII va esdevenir-se l’anomenada revolució científica, un període en el qual es van començar a refusar les idees concebudes i establertes des de l’Antiga Grècia sobre biologia, física, anatomia humana, química…, i es va consolidar la ciència moderna que ha arribat fins als nostres dies.

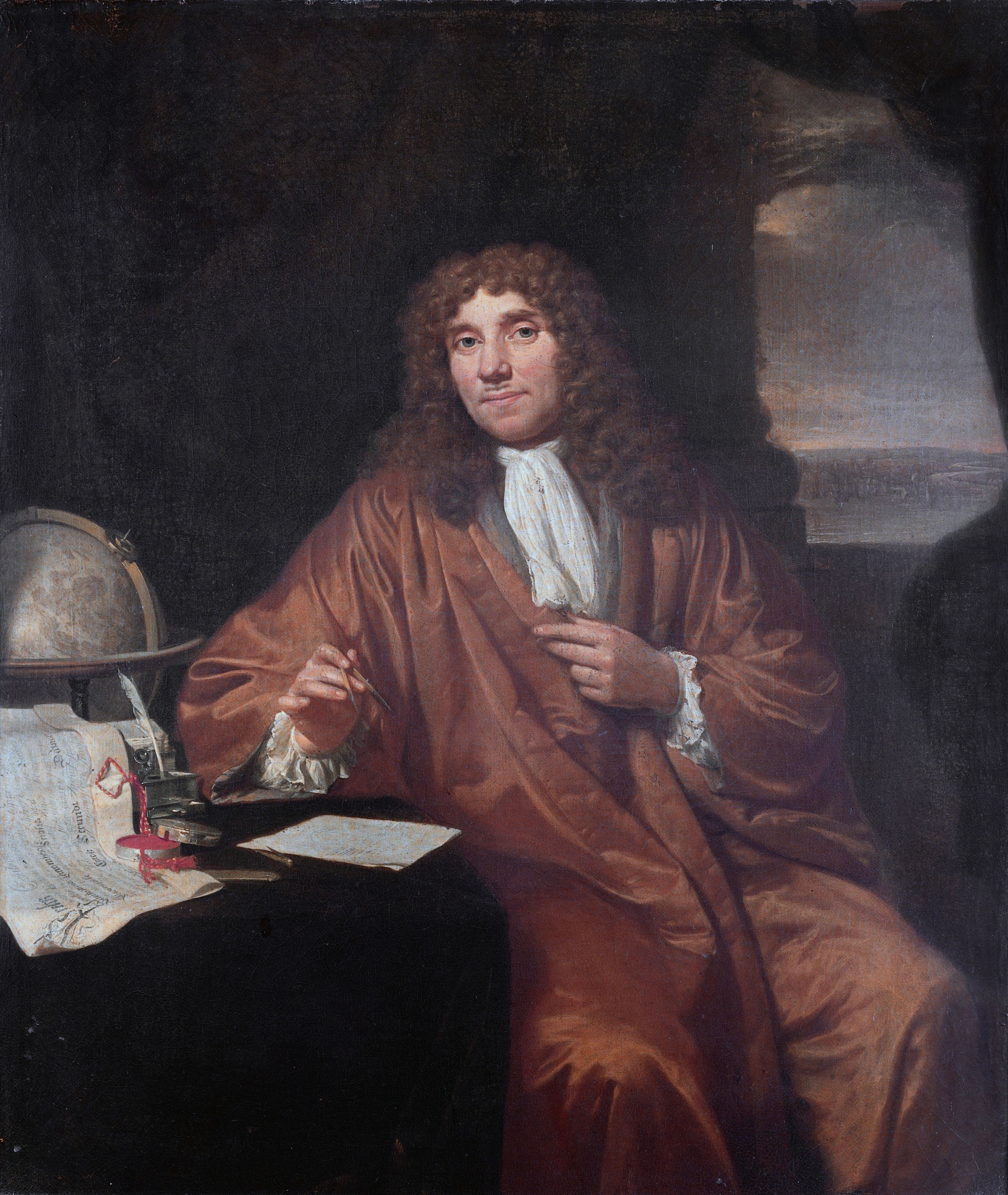
Antonie van Leeuwenhoek (1632-1723) pintat per Jan Verkolje cap a 1680.

En paral·lel es va desenvolupar l'Edat d’Or neerlandesa, en la qual els futurs Països Baixos es trobaven entre els més respectats del món pel que fa a la ciència, l’art i el comerç. Allà nasqué, l’any 1632 a Delft, un dels científics més reconeguts en l’àmbit de l’òptica: Antonie van Leeuwenhoek (1632-1723). És conegut sobretot per la seva feina amb els microscopis, tot i que no en va ser l’inventor, ja que es té constància del seu ús des de mig segle abans (durant la Guerra dels Trenta Anys: 1618-1648). Ara bé, va construir prop de 500 microscopis amb un augment de fins a 500x i va realitzar grans avenços en l’observació del comportament dels espermatozoides i els òvuls, a més de ser la primera persona a veure bacteris de la història, el 24 d’abril de 1676. Tot això sent ell, en un inici, un comerciant de teles sense formació universitària formal ni coneixement del llatí, amb l’únic fet de tenir un interès visceral i absolut per la ciència i una actitud entusiasta i curiosa.
Van Leeuwenhoek i Vermeer nasqueren el mateix any a la mateixa ciutat neerlandesa, fet que permet suposar una possible relació, més o menys estreta entre els dos personatges. Tot i ser la literatura divergent sobre si va existir una amistat entre els dos, el cert és que van ser veïns i, segons fonts escrites, va ser Van Leeuwenhoek qui es va encarregar de la bancarrota de la família de Vermeer quan aquest va morir el 1672. Les fonts també confirmen que el científic va comissionar i servir com a model per als quadres de “L’astrònom” i “El geògraf”. En ser evident, doncs, una relació més o menys propera entre les dues figures, és conseqüent suposar que l’ús de la càmera fosca per part del pintor podria haver arribat per part de Van Leeuwenhoek. Podria haver sigut ell qui, gràcies als seus grans coneixements sobre òptica i lents, hauria introduït a Vermeer la possibilitat d’utilitzar-ho com una tècnica pictòrica per assolir la perfecció en els detalls i en els matisos de llum. Encara més, a la parella se li podria sumar la figura del filòsof neerlandès Spinoza, nascut el mateix any, que va guanyar-se la vida amb la fabricació especialitzada de vidres òptics.

#### Altres arguments
De la mateixa manera que Joseph Pennell analitzava el quadre de “Noia i oficial rient” per tal de trobar elements que revelessin l’ús de la càmera fosca en la seva realització, hi ha altres pintures de Vermeer que també ho mostren. José María Castillo Pomeda, doctor en Comunicació Audiovisual i professor universitari a Madrid, va elaborar diverses anàlisis a la Revista de Ciències de la Comunicació i la Informació en una publicació el juny del 2016 sobre Vermeer i Canaletto. En aquest article analitza els dos pintors com a predecessors de la fotografia, atribuint a la seva obra una qualitat de “visió fotogràfica” que es relaciona amb l’ús de la càmera fosca.

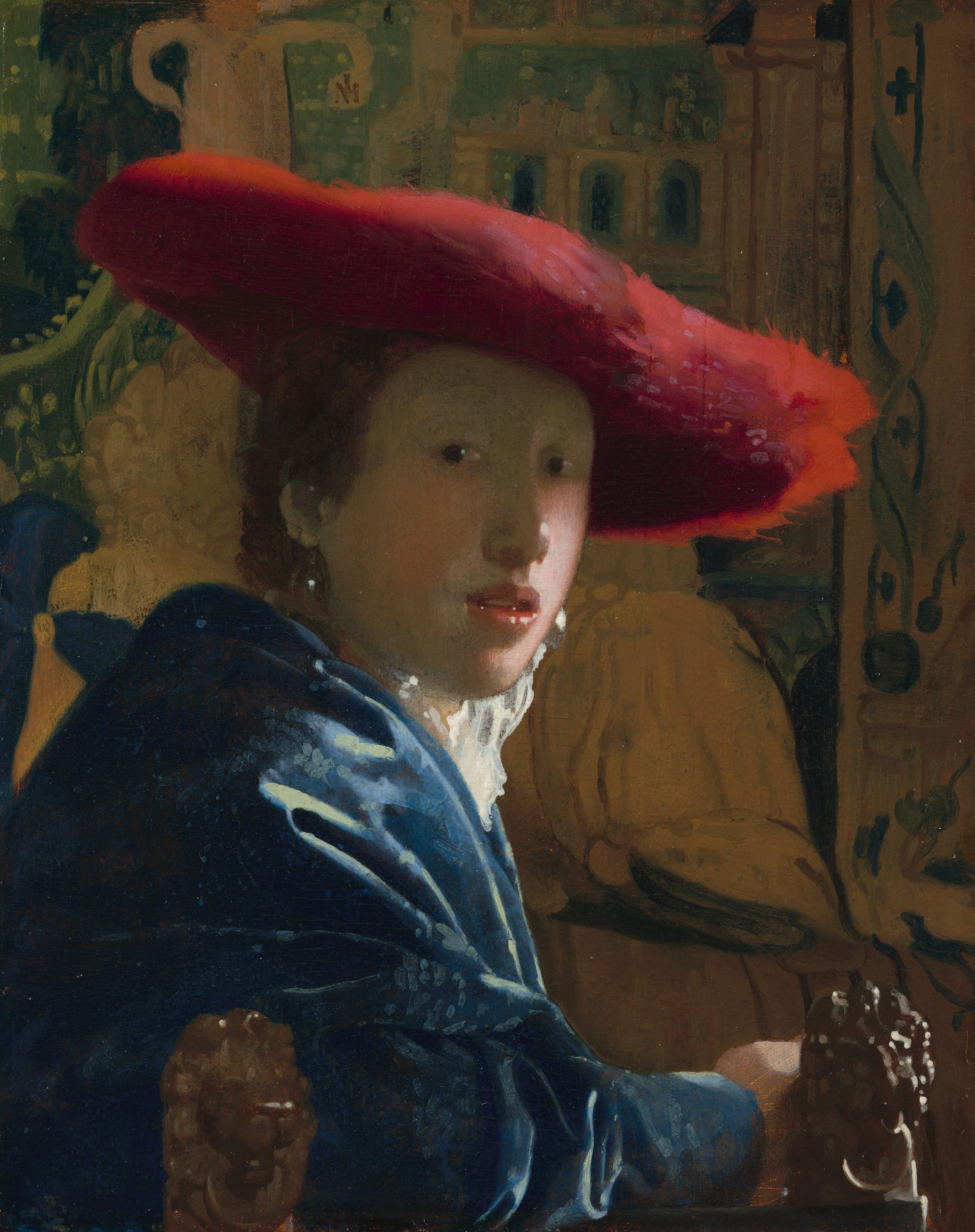
"Noia amb barrer vermell", 1666-67. Johannes Vermeer

Hi ha diverses “característiques òptiques no retinals” que Pomeda analitza. Una de les característiques recurrents en l’obra de Vermeer és el desenfocament. En l’obra pictòrica de l’època es perseguia un realisme absolut, amb contorns detallats, nítids i precisos. Per contra, en diversos quadres del pintor neerlandès s'observa allò que, anacrònicament, podríem valorar com enfocament i perspectiva de camp. Per exemple, a “La lletera”, una de les seves obres més famoses, el “punt d’enfocament” (si ho miréssim com una fotografia) es troba en la figura femenina. Per aquesta raó, els elements en primer pla (la taula amb la llet i el pa) queden lleugerament desenfocats. Això que en fotografia apareix de manera quasi “natural”, Vermeer és capaç de reproduir-ho gràcies a l’ús de la càmera fosca. Una altra demostració d’això l’observem en el quadre “Noia amb barret vermell”. Els caps de lleó tallats a la cadira que figuren en primer pla estan també desenfocats, deixant a la noia que seu en aquesta cadira, situada en segon pla, completament enfocada, com si es tractés d’una instantània. Sobre la llum, Pomero n’analitza l’excés d’aquesta i la solució “fotogràfica” del pintor. Tal com ho farien els fotògrafs de moda, Vermeer va pintar, tant en “La noia de la perla” com a “Noia amb vel”, les zones “sobreexposades” suprimint la línia sortint del nas i fonent-la amb la galta il·luminada.
Charles Seymour, en un article publicat a The Art Bulletin el 1964 sota el títol “Dark Chamber in a Light Filled Room”, va posar a prova la teoria de Vermeer i el seu ús de la càmera fosca. Per a fer-ho, va utilitzar una vertadera càmera fosca del segle xix i va escollir elements que s'assemblessin el màxim possible a aquells que apareixien en els quadres. D’aquesta manera, Seymour va aconseguir recompondre algunes de les pintures del pintor i afirmar que les imatges produïdes a través de la càmera fosca s'assimilaven en gran manera als resultats de Vermeer.

### Influència d'altres pintors
La principal fou la de Carel Fabritius, el qual va passar molts anys a la ciutat de Delft. La principal influència de Fabritius es troba, més que en cap altra cosa, en les idees i el gust que Vermeer hi tenia sobre la perspectiva i la seva tendència a retratar temes de la vida quotidiana.
El pintor italià Caravaggio (1573- 1610) va influir indirectament en l'obra de Vermeer a través de les generacions anteriors de pintors holandesos que admiraven l'obra del pintor italià.
També cal considerar a Leonart Bramer, un altre pintor de Delft, testimoni en el seu matrimoni. I és significatiu que Vermeer comprés una tela del pintor Dirck van Baburen, la qual apareix penjada a la paret en dues de les escenes que pintà.

### Cronologia de les obres
És molt complicat fer una cronologia acurada de l'obra de Vermeer, car només tres de les seves pintures estan datades: 
- L'alcavota (Gemäldegalerie, Dresden), del 1656).
- L'astrònom (col·lecció privada 1668).
- El geògraf (Städelsches, Frankfurt, 1669).

Hi ha dues teles que són generalment acceptades com a anteriors a L'alcavota. Ambdues són d'inspiració històrica, pintades amb una paleta més càlida i amb un format relativament més gran de la usada habitualment per Vermeer: Crist a la casa de Marta i Maria (National Gallery of Scotland, Edimburg) i Diana i les seves companyes (Maristshuis, La Haia). D'aquest període han estat també datats els dos únics paisatges que es conserven de Vermeer, Vista de Delft (Mauritsahuis, La Haia) i Un carrer de Delft (Rijksmuseum, La Haia).
N'hi unes poques que mostren una tècnica una mica més dura, essent considerades com els seus darrers treballs. En aquest període caldria situar:
- “L'al·legoria de la fe” (Metropolitan Museum, Nova York)
- “La carta” (Rijksmuseum, Amsterdam).

### Llista d'obres
Avui dia, tot i que només 16 pintures porten la seva firma, n'hi ha 35 que són clarament atribuïbles a Vermeer, i dues que estan en discussió. La llista és la següent:
| Núm. | Quadre                                        | Títol                                                   | Data      | Mida. Material                                  | Localització                                                                       |
| ---- | --------------------------------------------- | ------------------------------------------------------- | --------- | ----------------------------------------------- | ---------------------------------------------------------------------------------- |
| 1    | Crist a la casa de Marta i Maria              | Crist a la casa de Marta i Maria                        | 1654 1655 | 160 × 142 cm Oli sobre tela                     | National Gallery of Scotland Edimburg                                              |
| 2    | Santa Praxedis                                | Santa Praxedis                                          | 1655      | 101,6 × 82,6 cm Oli sobre tela                  | Musée de la Chapelle de la Visitation Mònaco (Barbara Piasecka Johnson Collection) |
| 3    | Diana i les seves companyes                   | Diana i les seves companyes                             | 1655 1656 | 98,5 × 105 cm Oli sobre tela                    | Mauritshuis La Haia                                                                |
| 4    | L'alcavota                                    | L'alcavota                                              | 1656      | 143 × 130 cm Oli sobre tela                     | Gemäldegalerie Alte Meister Dresden                                                |
| 5    | Una noia dormint                              | Una noia dormint                                        | 1657      | 87,6 × 76,5 cm Oli sobre tela                   | Metropolitan Museum of Art Nova York                                               |
| 6    | Noia llegint una carta davant una finestra    | Noia llegint una carta davant una finestra              | 1657      | 83 × 64,5 cm Oli sobre tela                     | Gemäldegalerie Alte Meister Dresden                                                |
| 7    | El carreró                                    | El carreró                                              | 1657 1658 | 54,3 × 44 cm Oli sobre tela                     | Rijksmuseum Amsterdam                                                              |
| 8    | L'oficial i la noia que riu                   | L'oficial i la noia que riu                             | 1658      | 49,2 × 44,4 cm Oli sobre tela                   | Frick Collection Nova York                                                         |
| 9    | Cavaller i dama que beu                       | Cavaller i dama que beu                                 | 1658 1660 | 66,3 × 76,5 cm Oli sobre tela                   | Gemäldegalerie Berlín                                                              |
| 10   | La lletera                                    | La lletera                                              | 1658 1660 | 45,4 × 41 cm Oli sobre tela                     | Rijksmuseum Amsterdam                                                              |
| 11   | La noia amb la copa de vi                     | La noia amb la copa de vi                               | 1659 1660 | 78 × 67,5 cm Oli sobre tela                     | Herzog Anton Ulrich-Museum Braunschweig                                            |
| 12   | Vista de Delft                                | Vista de Delft                                          | 1660 1661 | 98,5 × 117,5 cm Oli sobre tela                  | Mauritshuis La Haia                                                                |
| 13   | Noia interrompuda a la classe de música       | Noia interrompuda a la classe de música                 | 1660 1661 | 38,7 × 43,9 cm Oli sobre tela                   | Frick Collection Nova York                                                         |
| 14   | Noia llegint una carta davant una finestra    | Dona vestida de blau                                    | 1662 1664 | 46,5 × 39 cm Oli sobre tela                     | Rijksmuseum Amsterdam                                                              |
| 15   | La lliçó de música                            | La lliçó de música o Cavaller i dona tocant el virginal | 1662 1665 | 74,6 × 64,1 cm Oli sobre tela                   | Gemäldegalerie del Palau de Buckingham Londres                                     |
| 16   | Dona sostenint unes balances                  | Dona sostenint unes balances                            | 1662 1664 | 42,5 × 38 cm Oli sobre tela                     | National Gallery of Art Washington DC                                              |
| 17   | Dona amb un llaüt prop d'una finestra         | Dona amb un llaüt prop d'una finestra                   | 1664      | 51,4 × 45,7 cm Oli sobre tela                   | Metropolitan Museum of Art Nova York                                               |
| 18   | Dona amb un collar de perles                  | Dona amb un collar de perles                            | 1664      | 55 × 45 cm Oli sobre tela                       | Gemäldegalerie Berlín                                                              |
| 19   | Dona amb un gerro prop d'una finestra         | Dona amb un gerro prop d'una finestra                   | 1664 1665 | 45,7 × 40,6 cm Oli sobre tela                   | Metropolitan Museum of Art Nova York                                               |
| 20   | La noia de la perla                           | La noia de la perla                                     | 1665      | 45 × 40 cm Oli sobre tela                       | Mauritshuis La Haia                                                                |
| 21   | El concert                                    | El concert                                              | 1665 1666 | 69 × 63 cm Oli sobre tela                       | Isabella Stewart Gardner Museum Boston                                             |
| 22   | Dama escrivint una carta                      | Dama escrivint una carta                                | 1665 1670 | 45 × 39,9 cm Oli sobre tela                     | National Gallery of Art Washington D.C.                                            |
| 23   | Retrat d'una dona jove                        | Retrat d'una dona jove                                  | 1666 1667 | 44,5 × 40 cm Oli sobre tela                     | Metropolitan Museum of Art Nova York                                               |
| 24   | Dona amb una flauta                           | Dona amb una flauta                                     | 1666 1667 | 20 × 17,8 cm Oli sobre tela                     | National Gallery of Art Washington D.C.                                            |
| 25   | Noia amb un barret vermell                    | Noia amb un barret vermell                              | 1666 1667 | 23,2 × 18,1 cm Oli sobre fusta                  | National Gallery of Art Washington D.C.                                            |
| 26   | Dama amb la seva donzella que porta una carta | Dama amb la seva donzella que porta una carta           | 1667 1668 | 89,5 × 78,1 cm Oli sobre tela                   | Frick Collection Nova York                                                         |
| 27   | L'astrònom                                    | L'astrònom                                              | 1668      | 50,8 × 46,3 cm Oli sobre tela                   | Louvre París                                                                       |
| 28   | El geògraf                                    | El geògraf                                              | 1668 1669 | 53 × 46,6 cm Oli sobre tela                     | Städelsches Kunstinstitut Frankfurt del Main                                       |
| 29   | La carta d'amor                               | La carta d'amor                                         | 1669 1670 | 44 × 38,5 cm Oli sobre tela                     | Rijksmuseum Amsterdam                                                              |
| 30   | La puntaire                                   | La puntaire                                             | 1669 1670 | 24,5 × 21 cm Oli sobre tela (posta sobre fusta) | Louvre París                                                                       |
| 31   | Dama escrivint una carta i la seva donzella   | Dama escrivint una carta i la seva donzella             | 1670      | 71 × 59 cm Oli sobre tela                       | National Gallery of Ireland Dublín                                                 |
| 32   | Dona jove asseguda davant del virginal        | Dona jove asseguda davant del virginal                  | 1670      | 25,5 × 20 cm Oli sobre tela                     | Sammlung Wynn Las Vegas                                                            |
| 33   | Al·legoria de la fe                           | Al·legoria de la fe                                     | 1671 1674 | 114,3 × 88,9 cm Oli sobre tela                  | Metropolitan Museum of Art Nova York                                               |
| 34   | La guitarrista                                | La guitarrista                                          | 1672      | 53 × 46,3 cm Oli sobre tela                     | Kenwood House Londres                                                              |
| 35   | L'art de la pintura                           | L'art de la pintura o Al·legoria de l'art de la pintura | 1673      | 130 × 110 cm Oli sobre tela                     | Kunsthistorisches Museum Viena                                                     |
| 36   | Dama dreta davant el virginal                 | Dama dreta davant el virginal                           | 1673 1675 | 51,7 × 45,2 cm Oli sobre tela                   | The National Gallery Londres                                                       |
| 37   | Dama asseguda davant el virginal              | Dama asseguda davant el virginal                        | 1673 1675 | 51,5 × 45,5 cm Oli sobre tela                   | The National Gallery Londres                                                       |

## Repercussió en altres àmbits
- Tota una seqüència del llibre A la recerca del temps perdut de Marcel Proust gira al voltant del quadre Vista de Delft.
- El llibre i la pel·lícula La noia interrompuda pren el títol de la tela Noia interrompuda a la classe de música
- El llibre de l'escriptora Tracy Chevalier, i la pel·lícula La noia de la perla estan inspirats pel quadre del mateix títol i presenta una ficció al voltant de la vida de Vermeer i la seva possible relació amb la model.
- El llibre Girl in Hyacinth Blue està inspirada pel quadre del mateix nom i el 2003 es feu un telefilm basat en el llibre.
- Els bombons holandesos de xocolata amb licor neerlandès Vermeer foren inspirats i anomenats com Vermeer i els envoltoris tenen una imatge impresa de La noia de la perla.
- El pintor català Salvador Dalí, gran admirador seu, pintà el seu Fantasma de Vermeer de Delft que pot ésser usat com a taula (1934).
- El 2003, la novela infantil Perseguint Vermeer de Blue Balliett descriu el robatori d'Una dama escrivint una carta i empra la resta de quadres de Vermeer com a base de la trama.
- El compositor neerlandès Louis Andriessen es basà en Vermeer per escriure la seva òpera Writing to Vermeer (1997-98), amb llibret del cineasta Peter Greenaway.